# 第15師管
第15師管（だいじゅうごしかん）は、1907年から1925年まであった日本陸軍の管区で、当時全国に18あった師管の一つである。1907年の6個師団増設で設置され、1925年の宇垣軍縮で廃止された。愛知県豊橋市と隣りあう高師村に司令部を置いた第15師団が管轄した。

## 第15師団と第15師管
師団制の師管は同じ番号の師団のための徴兵と密接に結びついており、第15師団の兵士は第15師管に戸籍を持つ男子から徴集された。また、第15師管から徴兵された兵士は第15師団に入るのが原則であった。が、これにはいくつか例外がある。まず、独自の師管を持たない近衛師団には、全国の師管から兵士が送られた。第15師管でのはじめての徴兵となる1908年（明治41年）を例にとると、そこから徴兵される現役兵は、第15師団に4930人、近衛師団に37人を配分する計画であった。さらに1915年（大正4年）に朝鮮に置かれた2個師団は、自らの師管を持たなかったので、内地の師管から兵卒を送られた。1918年（大正7年）に同様な例をとると、第15師団へ5280人、近衛師団へ211人、第19師団へ78人が配分される計画であった。
師管はまた、師団が地域防衛・治安維持に責任を負う範囲でもある。しかし、この時代には国内での反乱の可能性はなくなり、外国軍による日本本土への上陸攻撃も考えにくくなっていた。

## 区域の変遷

### 静岡県・愛知県三河地方・長野県の一部・岐阜県の一部 (1907 - 20)
1907年、陸軍が6個師団を増設することになると、明治40年軍令陸第3号（9月17日制定、18日公布、施行は後日）による陸軍管区表改定で、師管の区割りも変更することになった。第15師管はこのとき設けられた。静岡県の全部、愛知県三河地方、長野県南部の伊那・木曽地方（上伊那郡・下伊那郡・西筑摩郡）、岐阜県南東部の恵那郡である。
- 第15師管（1907年9月以降 - 1920年8月9日）
  - 第17旅管
    - 豊橋連隊区
    - 飯田連隊区

  - 第29旅管
    - 静岡連隊区
    - 浜松連隊区

### 静岡県・愛知県三河地方・長野県の一部・岐阜県の一部・神奈川県の一部 (1920 - 40)
1920年、大正9年軍令陸第10号（8月7日制定、9日公布、10日施行）により陸軍管区表が改定された。このとき第15師管は神奈川県の足柄上郡と足柄下郡を第1師管から譲られた。旅管と連隊区の構成は変わらなかった。
- 第15師管（1920年8月10日 - 1924年5月6日）
  - 第17旅管
    - 豊橋連隊区
    - 飯田連隊区

  - 第29旅管
    - 静岡連隊区
    - 浜松連隊区

1924年の大正13年軍令陸第5号（5月5日制定、7日公布）による陸軍管区表改定で、旅管が廃止された。区割りは変更せず、旅管がなくなっただけである。
- 第15師管（1924年5月7日 - 1925年4月30日）
  - 豊橋連隊区
  - 飯田連隊区
  - 静岡連隊区
  - 浜松連隊区

## 廃止
1925年の宇垣軍縮で、陸軍は4個師団を削減し、第15師団もその対象になった。大正14年軍令陸第2号（4月6日制定、8日公布、5月1日施行）で、第15師管は廃止された。大部分を占める静岡県・愛知県・岐阜県部分は第3師管に、長野県部分は第14師管に、神奈川県部分は第1師管に分けられた。師団・師管の15番目は欠番になった。